# Comuna Ion Corvin, Constanța
Ion Corvin este o comună în județul Constanța, Dobrogea, România, formată din satele Brebeni, Crângu, Ion Corvin (reședința), Rariștea și Viile.
Comuna Ion Corvin este situată în partea de S-V a județului Constanța, la 78 km față de municipiul Constanța. 
Pe teritoriul comunei se află și fosta localitate Mircești (în trecut Demircea) desființată prin decret prezidențial în 1977.

## Demografie
Componența etnică a comunei Ion Corvin
     Români (76,03%)
     Turci (2,92%)
     Alte etnii (0,12%)
     Necunoscută (20,93%)
Componența confesională a comunei Ion Corvin
     Ortodocși (74,64%)
     Musulmani (4,31%)
     Alte religii (0%)
     Necunoscută (21,05%)
Conform recensământului efectuat în 2021, populația comunei Ion Corvin se ridică la 1.715 locuitori, în scădere față de recensământul anterior din 2011, când fuseseră înregistrați 1.996 de locuitori. Majoritatea locuitorilor sunt români (76,03%), cu o minoritate de turci (2,92%), iar pentru 20,93% nu se cunoaște apartenența etnică. Din punct de vedere confesional, majoritatea locuitorilor sunt ortodocși (74,64%), cu o minoritate de musulmani (4,31%), iar pentru 21,05% nu se cunoaște apartenența confesională.

## Politică și administrație
Comuna Ion Corvin este administrată de un primar și un consiliu local compus din 11 consilieri. Primarul, George Cazacu[*], de la Forța Dreptei, este în funcție din 1 noiembrie 2024. Începând cu alegerile locale din 2024, consiliul local are următoarea componență pe partide politice:
|  | Partid                    | Consilieri | Componența Consiliului | Componența Consiliului | Componența Consiliului | Componența Consiliului | Componența Consiliului |
|  | ------------------------- | ---------- | ---------------------- | ---------------------- | ---------------------- | ---------------------- | ---------------------- |
|  | Forța Dreptei             | 5          |                        |                        |                        |                        |                        |
|  | Partidul Național Liberal | 4          |                        |                        |                        |                        |                        |
|  | Partidul Social Democrat  | 2          |                        |                        |                        |                        |                        |